# Ardeola speciosa
La sgarza di Giava (Ardeola speciosa Horsfield, 1821) è un uccello della famiglia degli Ardeidi.

## Descrizione
La sgarza di Giava è un piccolo airone dalla corporatura tarchiata lungo al massimo 45 cm. Al di fuori della stagione riproduttiva, la testa presenta una serie di striature oliva e bruno-giallastre. Il becco è giallo con ombreggiature sulla parte superiore e la base bluastra. Il dorso è color marrone uniforme, mentre coda e ali sono bianche. Le zampe sono giallo-verdastro chiaro. Nel complesso, l'uccello è quindi molto simile alla sgarza della Cina o alla sgarza indiana. Durante la stagione degli amori, tuttavia, la specie sviluppa un piumaggio ben più sgargiante, con testa, collo e cresta dorati e due lunghe piume bianche che si dipartono dalla nuca. Attorno alla parte inferiore del collo si sviluppa una sorta di collare di piume rosse, mentre sul dorso compare un'ampia zona color nero-ardesia che arriva fino alla coda. I sessi sono simili. Gli esemplari giovani sono simili agli adulti in abito invernale.
La sottospecie A. s. continentalis Salomonsen, 1933 ha ali e piume più lunghe della sottospecie nominale A. s. speciosa.

## Distribuzione e habitat
La sgarza di Giava popola le formazioni di mangrovie e le paludi del Sud-est asiatico. La sottospecie nominale è presente in Indonesia, in special modo a Bali e a Giava, ma si può trovare di tanto in tanto nelle Filippine. A. s. continentalis si incontra nelle regioni centrali della Thailandia, in Myanmar, nel Vietnam meridionale e in Cambogia.

## Biologia
La sgarza di Giava si riproduce da giugno a settembre. Nidifica in piccole colonie, spesso in compagnia di altri aironi. Non è considerata una specie migratrice. Si nutre di piccoli pesci, crostacei e insetti. Per catturarli, si nasconde tra la vegetazione palustre, rimanendo quasi immobile, per poi affondare un rapido colpo con il becco.

## Tassonomia
Gli studiosi riconoscono due sottospecie di sgarza di Giava:
- A. s. speciosa (Horsfield, 1821) - Indonesia occidentale e centrale;
- A. s. continentalis Salomonsen, 1933 - Thailandia centrale e Indocina meridionale.